# Frohnhofen (Laufach)
Frohnhofen ist ein Gemeindeteil der Gemeinde Laufach im unterfränkischen Landkreis Aschaffenburg in Bayern.

## Lage
Das Kirchdorf liegt auf 120 m ü. NHN an der Bundesstraße 26 zwischen Laufach und Hösbach im Tal der Laufach.

## Geschichte
Am Morgen des 13. Juli 1866 trafen im Zuge des Krieges von 1866 bei Frohnhofen die gegnerischen preußischen und großherzoglich-hessischen Truppen zum ersten Mal aufeinander. Im folgenden Gefecht starben 175 Männer. Die Kämpfe fanden zum Teil auch in der Gemeinde selbst statt. Es war eines von nur zwei Gefechten, in die die großherzoglich-hessische Armee in dem Krieg verwickelt wurde. 

## Baudenkmäler
In die amtliche Liste der Baudenkmäler in Frohnhofen sind vier Objekte eingetragen:
- Kriegerdenkmäler und Grabmäler für die Gefallenen des Deutschen Krieges 1866 an der Treppe zum Friedhof
- Kriegerdenkmäler und Grabmäler für die Gefallenen des Deutschen Krieges 1866 im Friedhof
- Einfriedungsmauer	mit eisernen Zaungittern und neugotischen Sandsteinpfeilern, nach 1866
- Katholische Herz-Jesu-Kapelle	unverputzter Saalbau mit polygonaler Apsis und Satteldach mit Dachreiter, Sandsteinquadermauerwerk, neugotisch, 1901